# Schloss Nordborg

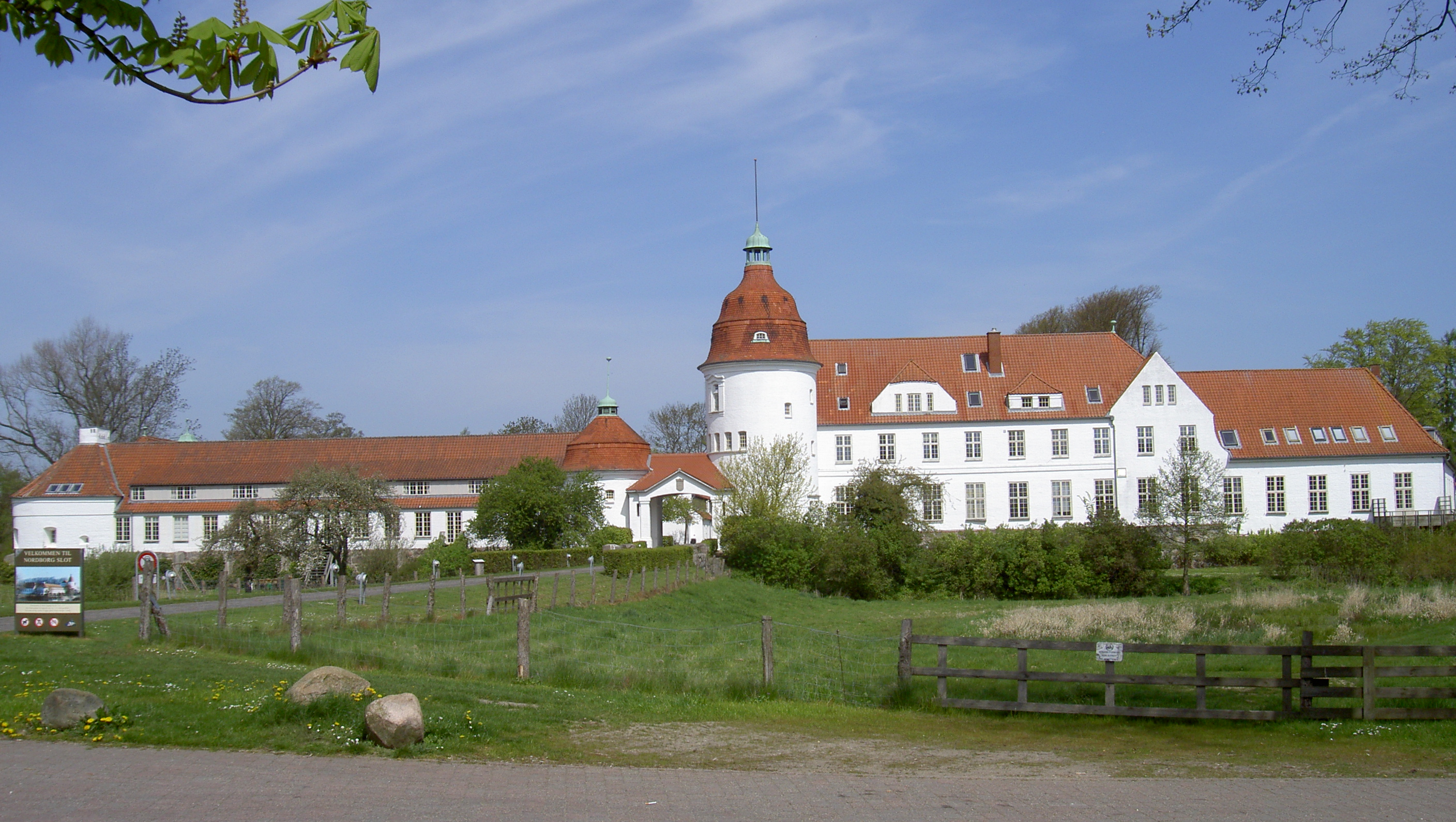
Schloss Nordborg

Das Schloss Nordborg, auch Nordburg, Norburg oder Norborg genannt, in Nordborg auf der süddänischen Insel Als (dt.: Alsen) gründet auf einer mittelalterlichen Burg und gehört zu den ältesten Schlossanlagen Dänemarks. Nordborg wurde im 17. Jahrhundert zum Stammsitz des Teilherzogtums Schleswig-Holstein-Sonderburg-Norburg.

## Geschichte des Schlosses
Schloss Nordborg wurde bereits um 1150 von Svend Grathe als Verteidigungsposten gegen die Einfälle der Wenden errichtet. Anfangs Alsborg – Alsenburg – genannt, wurde die Festung schon bald als Nordborg – Nordburg – bezeichnet, der etwas später errichteten Südburg (Schloss Sonderburg) entsprechend. In den Folgejahren wurde die Burg konstant verstärkt und ausgebaut und war öfter ein Angelpunkt dänischer Geschichte. Im 13. Jahrhundert wurde König Erik V. hier zeitweilig gefangen gehalten. König Waldemar IV. eroberte es 1358 während seiner Expansionsbestrebungen. Margarethe I. hielt sich 1412 vor ihrer letzten Reise nach Schleswig – auf der sie in Flensburg an der Pest verstarb – hier auf. 1564 geriet das Schloss in den Besitz Johanns des Jüngeren, des Erbauers von Schloss Glücksburg. Der Herzog vererbte die Anlage erst seinem Sohn Johann Adolf von Schleswig-Holstein-Sonderburg-Norburg, nach dessen Tod sie an seinen jüngeren Sohn Friedrich fiel. 
Das Schloss wurde im Laufe des 17. Jahrhunderts bei kriegerischen Auseinandersetzungen mehrmals beschädigt und brannte 1665 bei einem Unfall nieder. Die Überreste gingen nach dem Bankrott von Johann Bogislaw von Schleswig-Holstein-Norburg durch ein Tauschgeschäft 1676 an das Haus Schleswig-Holstein-Plön. Auf den Ruinen wurde bis 1688 ein ländliches Barockschloss errichtet. 
Wahrscheinlich wurde die Schlosskapelle 1693 auf Veranlassung Augusts von Schleswig-Holstein-Norburg-Plön mit einer kleinen Orgel ("für den Fürsten von Sønder- und Nordborg ein kleines Werk mit 6 Registern") aus der Hand des Hamburger Orgelbauers Arp Schnitger ausgestattet. Diese Orgel war 1747 zwar bereits verfallen, wurde aber für "den ansehen nach [als] ein klein gutes Werck" beschrieben. Über das weitere Schicksal des Instruments ist nichts bekannt.
1729 erhielt das dänische Königshaus die Ländereien und das Schloss zurück, welches 1766 an einen Privatmann veräußert wurde. Die Schlossgebäude verfielen in den nächsten 140 Jahren immer mehr. Erst in der preußischen Zeit initialisierte der deutsche Bürgermeister von Nordborg einen Wiederaufbau und das Schloss erhielt weitgehend sein heutiges Äußeres. Das Gebäude sollte als Volkshochschule genutzt werden, doch die Abtretung Nordschleswigs an Dänemark nach dem Ersten Weltkrieg sorgte dafür, dass das Schloss erst 1921 in dänischer Hand zu seiner neuen Bestimmung kam.

### Das Schloss heute
Im Schloss Nordborg ist ein heute ein Internat untergebracht. Daher ist es von innen nicht zu besichtigen. Die Schlossinsel, der umgebende Schlossgarten und der Hof sind für Besucher jedoch von 10.00 bis 17.00 Uhr zugänglich. Einmal jährlich findet auf dem Schlossgelände das Nordals Musikfestival statt, bei dem Bands aus ganz Dänemark live auftreten.

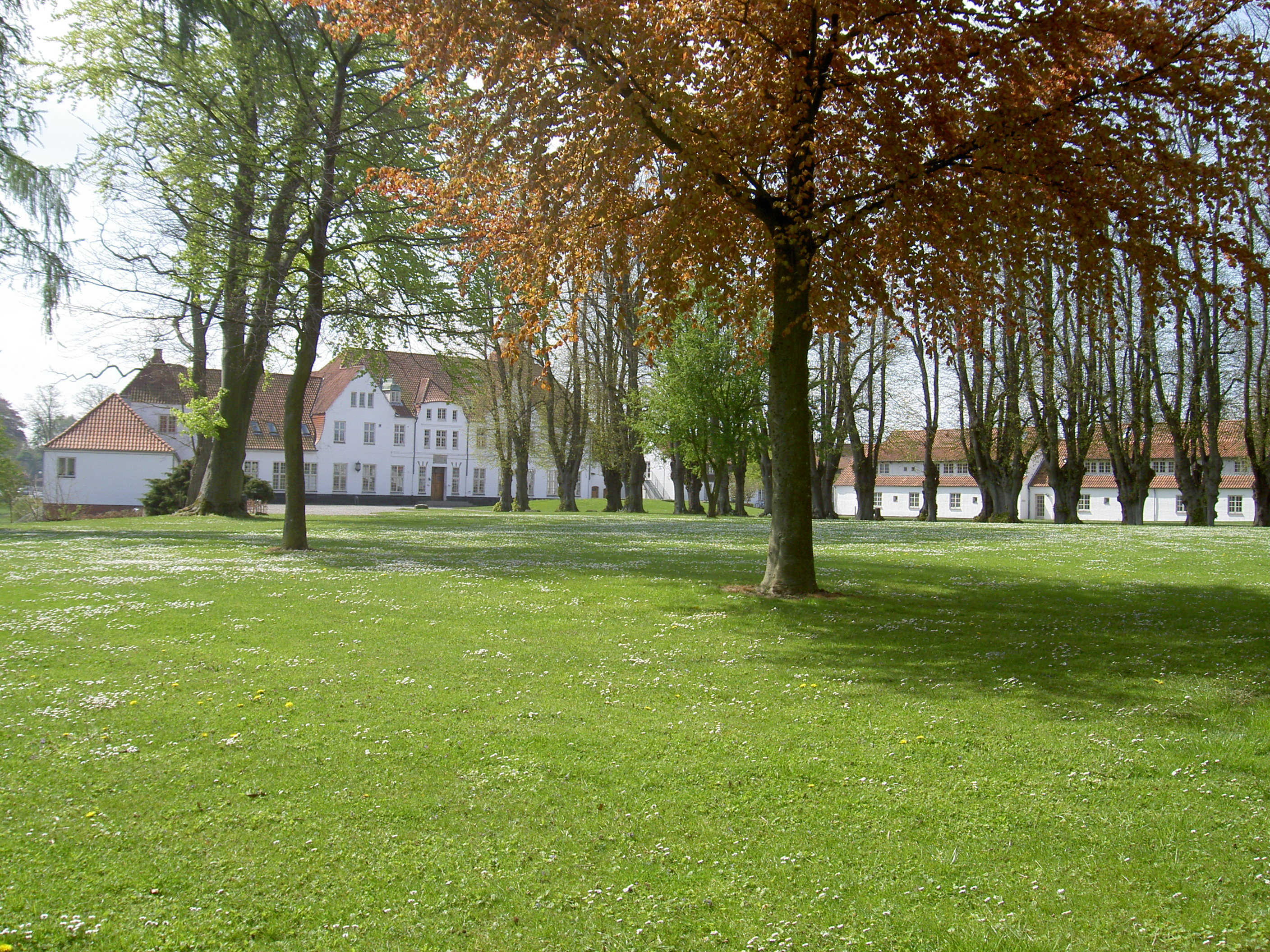
Blick durch den Schlossgarten zum Hauptgebäude

## Baulichkeiten
Der Gebäudekomplex steht auf einer Insel im Nordborgsee. Das Schloss ist ein zweiflügeliger, winkelförmiger Bau aus der Zeit des deutschen Historismus, obwohl auch ältere Bauteile erhalten und die Anlage integriert sind. Zum Schloss gehören ein turmgeschmücktes Torhaus, dass den Eingang zur Schlossinsel markiert, sowie ein rechtwinkliger, ehemaliger Wirtschaftsflügel und mehrere Nebengebäude. 
Auf der Schlossinsel hat sich vom einstigen barocken Schlosspark eine Allee erhalten. Der Gartenbereich ist auf die heutigen Bedürfnisse des Internats zugeschnitten, doch immer noch sehenswert.